# Шател сир Мира
Шател сир Мира (фр. Chastel-sur-Murat) насеље је и општина у централној Француској у региону Оверња, у департману Кантал која припада префектури Сен Флур.
По подацима из 2011. године у општини је живело 133 становника, а густина насељености је износила 9,64 становника/km². Општина се простире на површини од 13,79 km². Налази се на средњој надморској висини од 1100 метара (максималној 1.360 m, а минималној 1.000 m).

## Демографија
| 1962. | 1968. | 1975. | 1982. | 1990. | 1999. | 2011. |
| ----- | ----- | ----- | ----- | ----- | ----- | ----- |
| 132   | 154   | 126   | 106   | 100   | 96    | 133   |

График промене броја становника у току последњих година